# مردمان کری
کری‌ها یا مردمان کری (به زبان کری: Nēhiyaw) عبارتند از بزرگترین گروه‌های اولیه که در آمریکای شمالی ساکن بودند جمعیت آنها در کانادا بیش از ۲۰۰ هزار تن بود. بیشتر این گروه‌ها در کانادا در شمال و غرب دریاچه سوپریور در انتاریو، منیوبا، ساسکاچوان، آلبرتا و قلمروهای شمال غرب ساکن اند. نزدیک به ۳۸ هزار تن از آنها در استان کبک زندگی می‌کند.